# Daewoo K4
Daewoo K4 là loại súng phóng lựu tự động do công ty Daewoo (nay là S&T Motiv) phát triển cho lực lượng quân đội Hàn Quốc. Chúng được thiết kế để chống lại các lực lượng tập trung hay các phương tiện cơ giới khác nhau. Ngoài ra loại này cũng được dùng để xuất khẩu.Nó là một biến thể giống MK19 và GMG.

## Phát triển
Trong những năm 1985-1991 cục Kukbang Kwahak Yeonguso (국방과학연구소) thuộc bộ quốc phòng Hàn Quốc đã tìm kiếm thiết kế vũ khí có thể là một loại súng máy hay một thứ gì đó nhỏ gọn có thể đánh gục các phương tiện cơ giới trong khoảng cách xa. Loại có thể đáp ứng được yêu cầu này khi đó là súng phóng lựu Daewoo K201 và thiết kế loại MK 19 của Hoa Kỳ trông rất hợp để tăng hỏa lực nên nó đã được dùng làm nền tảng để phát triển một loại súng mới cũng như nhân tiện thống nhất luôn cỡ lựu đạn được sử dụng.
Chúng đã được thông qua để đưa vào trang bị cho lực lượng quân đội Hàn Quốc từ năm 1993. Loại này được đánh giá là có khả năng cố thủ rất mạnh có thể phá hủy một chiếc Humvee chỉ sau vài phát trúng đích, khó có thể đánh bại điểm cố thủ được trang bị đầy đủ đạn dược nếu không có sự hỗ trợ của không quân hay pháo binh. Tuy nhiên K4 không thể tấn công mục tiêu ngoài tầm nhìn nên không thực sự hữu dụng ở địa hình thấp dưới đồi núi, ở địa hình này thì thường các loại pháo và cối sẽ thế chỗ, cũng như loại này bị đánh giá là có chi phí duy trì hoạt động đắt đỏ.

## Thiết kế
K4 sử dụng cơ chế nạp đạn blowback, nó sẽ khai hỏa ngay khi khóa nòng đã đẩy một phần viên đạn vào khoang chứa đạn nhưng vẫn chưa kết thúc chu kỳ đẩy lên để giảm độ giật vì lực đẩy của bolt sẽ vô hiệu hóa một phần độ giật của viên đạn được phóng đi. Khẩu súng này sử dụng loại lựu đạn 40 mm tiêu chuẩn của NATO, ngoài ra còn một số loại đạn tự phát triển của Hàn Quốc cho loại này là KM383, KM385 và KM212.
Súng có trọng lượng 34,4 kg khi không có bệ chống ba chân, còn nếu có thì khoảng 65 kg nếu tính luôn hộp đạn 28 kg chứa 48 quả thì toàn bộ hệ thống sẽ nặng khoảng 100 kg. Chính vì lý do này mà súng thường được gắn trên các phương tiện cơ giới để dễ vận chuyển hoặc sẽ cần nhóm chiến đấu 3 người để vác các bộ phận của súng.